# Bonacolso dei Bonacolsi

Stemma dei Bonacolsi

Bonacolso (Bonacolsa) dei Bonacolsi (... – 1249) è stato un religioso italiano.

## Biografia
Bonacolso Bonacolsi era figlio di Rinaldo dei Bonacolsi o di Barardo dei Bonacolsi, discendente della nobile dei Bonacolsi di Mantova, vissuto agli inizi del 1200.
Fu abate benedettino di Sant'Andrea a Mantova nel 1241, ma fu espulso da Mantova nel 1244 e morì in esilio nel 1249.